# Економічний лібералізм
Економічний лібералізм — це політична та економічна ідеологія, яка підтримує ринкову економіку, засновану на індивідуалізмі та приватній власності на засоби виробництва. Адам Сміт вважається одним з головних авторів, які започаткували економічний лібералізм, і його праці, як правило, вважаються економічним вираженням лібералізму XIX століття аж до Великої депресії та підйому кейнсіанства у XX столітті. Історично економічний лібералізм виник у відповідь на феодалізм і меркантилізм.
Економічний лібералізм асоціюється з ринком і приватною власністю на засоби виробництва. Економічні ліберали, як правило, виступають проти державного втручання та протекціонізму в ринкову економіку, коли це перешкоджає вільній торгівлі та конкуренції, але схильні підтримувати державне втручання, коли воно захищає права власності, відкриває нові ринки або фінансує зростання ринку, а також вирішує проблеми, пов'язані з ринковими збоями.[2] Економіку, яка управляється відповідно до цих принципів, можна назвати ліберальною економікою або економікою, що функціонує в умовах ліберального капіталізму. Економічні ліберали зазвичай дотримуються політичної та економічної філософії, яка виступає за стриману фіскальну політику та збалансований бюджет за допомогою таких заходів, як низькі податки, скорочення державних витрат та мінімізація державного боргу.[3] Вільна торгівля, дерегуляція, зниження податків, приватизація, гнучкість ринку праці та опозиція до профспілок також є спільними позиціями.[4]
Економічний лібералізм можна протиставити протекціонізму через його підтримку вільної торгівлі та відкритої економіки, і він вважається опозиційним до планової економіки та некапіталістичних економічних порядків, таких як соціалізм.[5] Як такий, економічний лібералізм сьогодні асоціюється з класичним лібералізмом, неолібералізмом, право-лібералізмом та деякими школами консерватизму, такими як ліберальний консерватизм та фіскальний консерватизм. Економічний лібералізм дотримується того ж філософського підходу, що і класичний лібералізм та фіскальний консерватизм[6].

## Історія зародження та раннього розвитку

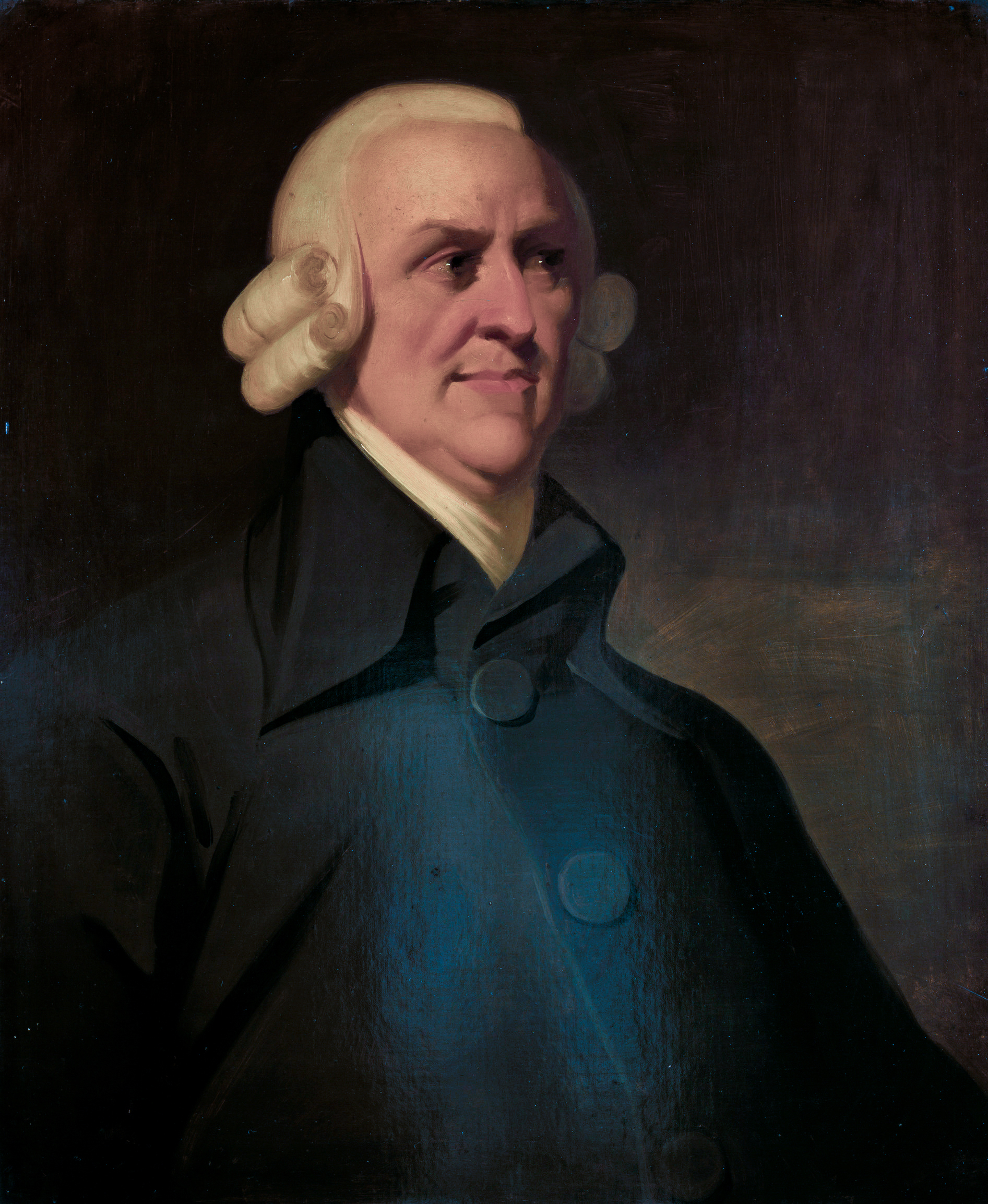
Адам Сміт (1723–1790) — один з апологетів економічного лібералізму.

Розроблений в епоху Просвітництва, зокрема Адамом Смітом, економічний лібералізм народився як теорія економіки лібералізму, яка виступає за мінімальне втручання держави в економіку. Аргументи на користь економічного лібералізму були висунуті Смітом та іншими в епоху Просвітництва, виступаючи проти феодалізму та меркантилізму.[2] Вперше він був проаналізований Адамом Смітом в «Дослідженні про природу і причини багатства народів» (1776), який виступав за мінімальне втручання держави в ринкову економіку, хоча він не обов'язково виступав проти надання державою основних суспільних благ. [7] На думку Сміта, якщо кожна людина буде надана сама собі, а не контролюватиметься державою, то результатом стане гармонійне і більш рівне суспільство з постійно зростаючим добробутом.[1] Це стало основою для переходу до капіталістичної економічної системи наприкінці 18 століття і подальшого занепаду меркантилістської системи. Приватна власність та індивідуальні контракти складають основу економічного лібералізму[8].
Рання теорія економічного лібералізму ґрунтувалася на припущенні, що економічні дії індивідів значною мірою ґрунтуються на власному інтересі (невидима рука) і що надання їм можливості діяти без будь-яких обмежень призведе до найкращих результатів для всіх (спонтанний порядок) за умови, що існують хоча б мінімальні стандарти публічної інформації та правосуддя, що нікому не дозволено примушувати, красти чи шахраювати, а також має бути свобода слова та преси. Ця ідеологія знайшла своє відображення в англійському праві; лорд Акнер, заперечуючи існування обов'язку добросовісності в англійському договірному праві, наголошував на «змагальному становищі сторін, які беруть участь у переговорах»[9].

### Опозиція на ранньому етапі
Спочатку економічним лібералам доводилося боротися з аргументами прихильників феодальних привілеїв для багатих, традицій аристократії та права монархів керувати національною економікою у власних інтересах. До кінця 19-го - початку 20-го століття ця опозиція була значною мірою переможена на первинних ринках капіталу західних країн.
Османська імперія проводила ліберальну політику вільної торгівлі до 18-го століття, витоки якої сягають капітуляцій Османської імперії, починаючи з перших комерційних договорів, підписаних з Францією в 1536 році і продовжених капітуляціями в 1673 році, в 1740 році, які знизили мита лише до 3% на імпорт і експорт, і в 1790 році. Османська політика вільної торгівлі була високо оцінена британськими економістами, які виступали за вільну торгівлю, такими як Дж. Р. Маккалох у своєму «Словнику комерції» (1834), але піддана критиці британськими політиками, які виступали проти вільної торгівлі, такими як прем'єр-міністр Бенджамін Дізраелі, який назвав Османську імперію «прикладом шкоди, заподіяної необмеженою конкуренцією» під час дебатів щодо законів про кукурудзу 1846 р., стверджуючи, що вони зруйнували країну, яка у 1812 р. мала «найкращі мануфактури у світі»[10].

## Розбіжності з іншими економічними концепціями

### Розбіжності між британськими та американськими поглядами
Історик Кетлін Г. Донох'ю стверджує, що класичний лібералізм у Сполучених Штатах у 19 столітті мав відмінні риси на відміну від Британії: «У центрі класичної ліберальної теорії [в Європі] була ідея laissez-faire. Однак для переважної більшості американських класичних лібералів laissez-faire зовсім не означав відсутності державного втручання. Навпаки, вони були більш ніж готові до того, щоб уряд встановлював тарифи, субсидії на залізницю та внутрішні вдосконалення, які приносили користь виробникам. Що вони засуджували, так це втручання в інтересах споживачів"[11].

### Межі впливу та вплив на інші погляди
На початковому етапі свого становлення економічний лібералізм був зосереджений на просуванні ідеї приватної власності та торгівлі; однак, через зростаюче усвідомлення занепокоєння щодо політики, підйом економічного лібералізму проклав шлях для нової форми лібералізму, відомої як соціальний лібералізм. Це сприяло пристосуванню до державного втручання з метою допомоги бідним. Оскільки наступні автори підхопили і широко використовували частину економічних теорій Сміта для підтримки своїх власних робіт — вільну торгівлю, поділ праці та принцип індивідуальної ініціативи — це сприяло затушовуванню інших аспектів багатого доробку політичного лібералізму, який можна знайти в працях Сміта. Наприклад, його праці пропагували ідеал про те, що пересічна людина може володіти власним майном і торгівлею, що, на думку Сміта, поступово дозволило б індивідуумам взяти під контроль своє місце в суспільстві.

### Економічний лібералізм і фіскальний лібералізм (консерватизм)
Економічний лібералізм є набагато ширшим поняттям, ніж фіскальний лібералізм, який у США називають фіскальним консерватизмом або економічним лібертаріанством[12]. Ідеологія, яка підкреслює фінансовий аспект економічного лібералізму, називається фіскальним лібералізмом, що визначається як підтримка вільної торгівлі[13].

### Позиція щодо державного інтервенціонізму
Економічний лібералізм виступає проти державного втручання в економіку, коли воно призводить до неефективних результатів.[14] Вони підтримують сильну державу, яка захищає право власності та забезпечує виконання контрактів.[2] Вони також можуть підтримувати державне втручання для вирішення ринкових провалів.[2] Ордолібералізм та різні школи соціального лібералізму, засновані на класичному лібералізмі, включають ширшу роль держави, але не прагнуть замінити приватне підприємництво та вільний ринок державним підприємництвом та економічним плануванням. [15][16] Соціальна ринкова економіка — це переважно вільна ринкова економіка, заснована на вільній системі цін і приватній власності, яка підтримує діяльність уряду, спрямовану на заохочення конкуренції на ринках, і програми соціального забезпечення, спрямовані на подолання соціальної нерівності, що є результатом ринкових відносин.[15][16].